# Annandale (Minnesota)
Dit overzicht is mogelijk incompleet; u kunt helpen door het uit te breiden.
Annandale is een plaats (city) in de Amerikaanse staat Minnesota, en valt bestuurlijk gezien onder Wright County.

## Demografie
Bij de volkstelling in 2000 werd het aantal inwoners vastgesteld op 2684.

## Geografie
Volgens het United States Census Bureau beslaat de plaats een oppervlakte van
7,0 km², geheel bestaande uit land. Annandale ligt op ongeveer 326 m boven zeeniveau.